# Marcin Liber
Marcin Liber (ur. 13 stycznia 1970 w Zielonej Górze) – polski reżyser teatralny, dramaturg, scenograf.

## Spektakle
- „Dancing Hz”, Polski Teatr Tańca, reżyseria, scenariusz (premiera 2002)
- Tryptyk „Sex, drugs & rock’n’roll” złożony z części: „Rzeźnia LilaRóż” (premiera 2003), „Erosion” (premiera 2004) oraz „Sympathy For The Devil” (premiera 2005), Teatr Usta-Usta/2xu, Poznań, scenariusz i reżyseria
- „Ifigenia – moja siostra” Pawła Sali, Galerii Le Madame, Centrum Artystyczne M25, Warszawa, reżyseria (premiera 2005)
- „Gwiazdy spadają w sierpniu. Montaż na głos i pamięć”, Muzeum Powstania Warszawskiego, reżyseria (2006)
- “Śmierć Człowieka-Wiewiórki” Małgorzaty Sikorskiej-Miszczuk, Studio Berlin, Warszawa, Teatr Usta-Usta/2xu, reżyseria, scenografia (premiera 2006)
- „Rekonstrukcja zdarzeń” – na podstawie dramatu „Przemysł II” Romana Brandstaettera, zrealizowany został przy współpracy Teatru Polskiego w Poznaniu, Teatr Usta-Usta/2xu, reżyseria (2007)
- „Bóg, honor, ojczyzna. (Katarzyna Medycejska)” Małgorzaty Sikorskiej-Miszczuk, Kościół Mariacki w Legnicy, I Międzynarodowy Festiwal Teatralny Miasto Legnica, Teatr Usta-Usta/2xu, reżyseria i wideo (premiera 2007)
- „Herbert. Rekonstrukcja poety”, widowisko multimedialne na podstawie dramatu Zbigniewa Herberta z okazji 10. rocznicy śmierci poety, Plac Krasińskich w Warszawie, Nowy Teatr, Warszawa, scenariusz i reżyseria (2008)[1]
- „ID”, Teatr Współczesny w Szczecinie, reżyseria i współpraca scenograficzna (premiera 19.12.2008)
- „Zawiadamiamy Was, że żyjemy. Dubbing ‘44”, Muzeum Powstania Warszawskiego, reżyseria (2009)[2]
- „Spring of death”, czytanie performatywne, Teatr Studio w Warszawie, projekt, reżyseria (2009)
- „Wilk” na podstawie powieści Hermanna Hessego „Wilk stepowy”, Teatr Dramatyczny im. Gustawa Holoubka w Warszawie, reżyseria, scenariusz, scenografia (premiera 3.10.2009)[3]
- „Suchy Dok” w Nowym Teatrze w Warszawie, pomysłodawca i kurator projektu teatru dokumentalnego realizowanego wspólnie z Instytutem Reportażu. „Suchy Dok № 1. Reportaż. Czytanie performatywne”, scenariusz, reżyseria (2009)
- „Deathroom – Śmierć Fest” w Teatrze Łaźnia Nowa w Krakowie, kurator interdyscyplinarnego przeglądu (2010)
- „Utwór o Matce i Ojczyźnie” na podstawie tekstu Bożeny Keff, Teatr Współczesny w Szczecinie, reżyseria, scenografia (premiera 26.03.2010)[4]
- „III Furie” Sylwia Chutnik, Magda Fertacz, Małgorzata Sikorska-Miszczuk, Teatr im. Heleny Modrzejewskiej w Legnicy, reżyseria, aranżacja przestrzeni (premiera 8.03.2011)
- „Makbet” Williama Shakespeare’a, Teatr Współczesny w Szczecinie, reżyseria (premiera 24.09.2011)[5]
- „Aleksandra. Rzecz o Piłsudskim” Sylwii Chutnik, Teatr Dramatyczny w Wałbrzychu, reżyseria i współpraca scenograficzna (premiera 17.11.2011)
- „Trash Story” Magdy Fertacz, Teatr Lubuski w Zielonej Górze, reżyseria, scenografia (premiera 17.06.2012)[6]
- „Dyskretny urok burżuazji”, Luis Buñuel, Jean-Claude Carrière, Teatr Nowy w Poznaniu, reżyseria (premiera 16.11.2012)
- „Antygona”, Sofokles, Teatr Nowy w Łodzi, reżyseria (premiera 7.04.2013)[7]
- „Na Boga!” Jarosława Murawskiego, Teatr Dramatyczny w Wałbrzychu, reżyseria (premiera 20.04.2013)[8][9]
- „Być jak Steve Jobs” Michała Kmiecika, Narodowy Stary Teatr im. Heleny Modrzejewskiej w Krakowie, reżyseria (premiera 11.06.2013)
- „Wesele” Stanisława Wyspiańskiego, Teatr Polski w Bydgoszczy, reżyseria (premiera 30.12.2013)[10][11]
- „Stara kobieta wysiaduje” Tadeusza Różewicza, Narodowy Stary Teatr im. Heleny Modrzejewskiej w Krakowie, reżyseria (premiera 25.10.2014)
- „Amok. Pani Koma zbliża się!”, spektakl dyplomowy studentów IV roku Wydziału Aktorskiego Państwowej Wyższej Szkoły Teatralnej im. Ludwika Solskiego w Krakowie, reżyseria (premiera 2.03.2015)[12]
- „Jak umierają słonie” tekst Magda Fertacz na podstawie prozy Grażyny Jagielskiej, Teatr Współczesny w Szczecinie, reżyseria (premiera 17.05.2015)[13]
- „Media Medea” tekst Marzeny Sadochy, Teatr Polski we Wrocławiu, reżyseria (premiera 3.10.2015)[14]
- „Fahrenheit 451”, tekst inspirowany powieścią Raya Bradbury’ego „451 stopni Fahrenheita” Marcin Cecko, Teatr Wybrzeże w Gdańsku, reżyseria (premiera 6.02.2016)[15]
- „Dogville” wg Larsa von Triera, Teatr Nowy im. Kazimierza Dejmka w Łodzi, reżyseria (premiera 2.04.2016)[16]
- „Klątwy” wg dramatu „Klątwa” Stanisława Wyspiańskiego, Artur Pałyga, Teatr im. Juliusza Osterwy w Lublinie, reżyseria (premiera 14.01.2017)[17]
- „Fuck... Sceny buntu”, Teatr Łaźnia Nowa, Nowa Huta, Kraków, reżyseria (premiera 25.03.2017)[18][19]
- „Wesele. Poprawiny” wg Stanisława Wyspiańskiego, Polski Teatr Tańca, reżyseria (premiera 13.10.2017)[20][21]
- „Pidżamowcy” Mariusz Sieniewicz, Wrocławski Teatr Współczesny, reżyseria (premiera 3.12.2017)[22][23]
- „Szajba” Małgorzaty Sikorskiej-Miszczuk, Teatr im. Aleksandra Fredry w Gnieźnie, reżyseria (premiera 13.01.2018)[24]

## Realizacje telewizyjne
- „Gwiazdy spadają w sierpniu”, widowisko, TVP2, reżyseria, (2006)
- „Śmierć człowieka wiewiórki”, teatr telewizji, TVP Kultura, reżyseria, scenografia (2006)
- „Amok moja dziecinada” Thomasa Freyera, teatr telewizji, TVP Kultura, reżyseria, scenografia (2008)
- „ID”, TVP Kultura, reżyseria, współpraca scenograficzna, (2010)
- „Utwór o Matce i Ojczyźnie”, TVP Kultura, reżyseria, scenografia (2011)
- „III Furie”, TVP Kultura, reżyseria, aranżacja przestrzeni (2012)[25]

## Nagrody
- 2010 – Szczecin, Bursztynowy Pierścień dla najlepszego spektaklu, za „Utwór o Matce i Ojczyźnie”
- 2010 – XII Ogólnopolski Festiwal Sztuki Reżyserskiej „Interpretacje” w Katowicach, mieszek Jerzego Juka-Kowarskiego i Janusza Głowackiego za spektakl „ID”
- 2010 – IX Festiwal Prapremier w Bydgoszczy, nagroda za oryginalną realizację tekstu poetyckiego, za spektakl „Utwór o matce i ojczyźnie” (wspólnie z Ireną Jun i Beatą Zygarlicką)
- 2011 – Nagroda za koncepcję inscenizacyjną spektaklu „III Furie”, 17. Ogólnopolski Konkurs na Wystawienie Polskiej Sztuki Współczesnej
- 2011 – Nagroda Fundacji Współpracy Polsko-Niemieckiej dla przedstawienia „Utwór o Matce i Ojczyźnie” z Teatru Współczesnego w Szczecinie, Przegląd Teatrów Małych Form „Kontrapunkt”
- 2011 – Nagroda X Festiwalu Prapremier w Bydgoszczy dla spektaklu „III Furie”
- 2012 – Nagroda XII Ogólnopolskiego Festiwalu Dramaturgii Współczesnej „Rzeczywistość przedstawiona” w Zabrzu – nagroda za wizję inscenizacyjną spektaklu „Trash story” w Lubuskim Teatrze (wspólnie z Grupą Mixer i Aleksandrą Gryką)
- 2012 – Zielona Góra, nagroda dziennikarzy w sezonie 2011/12 za przedstawienie „Trash Story”
- 2012 – Nagroda Marszałka Dolnego Śląska dla najlepszego reżysera w 2011 roku
- 2012 – „Laur Konrada” – nagroda główna XIV Festiwalu Sztuki Reżyserskiej „Interpretacje” w Katowicach oraz nagroda dziennikarzy
- 2013 – Nagroda Główna i nagroda za reżyserię – XIII Ogólnopolskiego Festiwalu Dramaturgii Współczesnej „Rzeczywistość przedstawiona” w Zabrzu – dla spektaklu „Na Boga” w Teatrze im. J. Szaniawskiego w Wałbrzychu